# Helen McEntee
Helen McEntee (Navan, 8 giugno 1986) è una politica irlandese, esponente del Fine Gael e Ministro della Giustizia della Repubblica di Irlanda dal giugno 2020.
McEntee è stata Vicepresidente del Partito Popolare Europeo.